# Carry On (romanzo)
Carry On è un romanzo fantasy Young Adult scritto da Rainbow Rowell e pubblicato nel 2015. Ispirato a Harry Potter, segue l'ultimo anno di scuola del mago diciottenne Simon Snow, il "prescelto" del mondo magico designato da una profezia a sconfiggere il Tedio Insidioso, una forza malvagia che da anni semina il caos nel mondo dei maghi. Il libro è narrato da diversi punti di vista tra cui quelle di Simon, il suo compagno di stanza / nemesi Baz, la sua migliore amica Penelope e la sua ex fidanzata Agatha.
Si tratta di uno spin-off del romanzo Fangirl, sempre della Rowell, in cui la saga di Simon Snow viene citata come il Fandom a cui appartiene la protagonista, Cath; Carry On, Simon è il nome della fanfiction scritta da Cath, ma la Rowell ha confermato che i due libri sono differenti.

## Trama
Simon Snow è un mago orfano di 18 anni che torna alla Scuola di Magia di Watford per il suo ottavo e ultimo anno scolastico. Cresciuto tra i "normali" (umani senza poteri magici), Simon è stato condotto nel mondo magico da bambino dal suo mentore, l'Arcimago, il preside di Watford e il leader del mondo magico. Simon possiede una quantità di potere magico senza precedenti, ed è quindi soprannominato "il Prescelto", ovvero il più grande mago profetizzato; infatti esiste una profezia risalente molti anni prima che afferma che qualcuno porterà alla fine della magia (si crede sia una creatura apparsa di recente chiamata Tedio Insidioso) e qualcuno (che si crede sia Simon) lo sconfiggerà. Nel periodo in cui nacque Simon, per tutta l'Inghilterra iniziarono ad apparire dei cosiddetti "punti morti" ovvero luoghi in cui la magia non esiste più e in cui gli esseri magici non sono in grado di usare i loro poteri.
La trama lineare viene spesso interrotta da brevi capitoli narrati da un personaggio di nome Lucy, che riflette sui suoi anni a Watford parecchio tempo prima e sulla sua relazione con un altro studente di nome Davy, un mago ossessionato dalla profezia del Prescelto.
A Watford, Simon si riunisce con la sua migliore amica Penelope e la timida capraia Ebb, nonché con la sua affascinante fidanzata Agatha. Nonostante la loro relazione apparentemente perfetta, Agatha desidera essere indipendente e per questo rompe con Simon. Quest'ultimo condivide la stanza con il vampiro Basilton detto Baz, con cui è in costante rivalità e che per questo considera la sua "nemesi". Per i primi due mesi dell'anno scolastico Baz non viene a scuola, con grande frustrazione di Simon.
Nel mese di ottobre, quando il velo tra i vivi e i morti si fa sottile, Simon riceve la visita dello spirito di Natasha Grimm-Pitch, la defunta madre di Baz ed ex direttrice di Watford prima dell'Arcimago. Natasha, non potendo rintracciare Baz a causa della sua scomparsa, chiede invece a Simon di vendicare la sua morte (apparentemente è stata uccisa dai vampiri) e di trovare un certo Nicodemus. Quando Baz ritorna, essendo stato rapito da creature chiamate beoti da cui è riuscito a fuggire solo di recente, lui, Simon e Penelope cercano di indagare sull'omicidio di Natasha e sull'identità di Nicodemus. Durante le vacanze di Natale, Simon viene a sapere da Ebb che lei ha un fratello gemello di nome Nicodemus, il quale si fece trasformare in vampiro dopo il diploma per ottenere l'immortalità, venendo per questo bandito dal mondo magico.
Simon e Baz trovano Nicodemus, che spiega loro che un mago lo contattò poche settimane prima dell'omicidio per negoziare con lui un accordo per orchestrare un attacco di vampiri a Watford. Nicodemus volle rifiutare, ma non dice a Simon e Baz il nome del mago. Distrutto per il suo presunto fallimento, Baz intende uccidersi, ma Simon lo bacia convincendolo a rinunciare.
I due e Penelope coinvolgono anche Agatha nelle loro indagini. Agatha viene a sapere da sua madre che una strega di nome Lucy Salisbury era fuggita in America con un normale dopo aver avuto con lui un figlio illegittimo, scegliendo di rinunciare alla magia e la ragazza comincia a sognare di fuggire dalla sua vita stressante.
Nel frattempo, Lucy ricorda di aver iniziato una relazione con Davy e di essersi trasferita a vivere con lui dopo il diploma. Davy si convinse di essere destinato a creare il mago della profezia, quindi mise incinta Lucy.
Il Tedio Insidioso attacca Simon a casa di Baz e prosciuga l'area della sua magia, creando un punto morto; confrontandosi con Penelope, Baz nota che i vari punti morti compaiono ogni volta che Simon usa potenti attacchi magici, teorizzando che Simon non crei la magia che scatena, ma la preleva involontariamente da diverse località della Gran Bretagna; lui e Penelope ipotizzano anche che il Tedio sia un'eco o un "buco" generato da Simon per aver utilizzato troppa magia in una volta sola, ragion per cui l'aspetto della creatura richiama quello di Simon a undici anni. Simon vorrebbe riferire all'Arcimago quanto scoperto, nonostante il parere contrario di Baz, quindi parte da solo per Watford.
Quando Ebb viene arrestata dall'Arcimago, Nicodemus passa dalla parte di Baz e per ottenere la sua fiducia gli rivela che è stato l'Arcimago ad averlo avvicinato per progettare l'assalto a Watford e l'omicidio della madre di Baz così da prendere il potere e istigare il panico nel mondo magico. Resosi conti della situazione, Baz e Penelope si precipitano alla scuola per avvisare Simon.
A Watford, l'Arcimago cerca di prendere la magia di Ebb per diventare abbastanza potente da sconfiggere il Tedio; la pugnala proprio quando sopraggiunge Simon e cerca di convincere il ragazzo a passargli la sua magia in quanto lo considera inadatto a essere il prescelto. In quel momento appare il Tedio; Simon, resosi conto della situazione, concede alla creatura tutta la sua magia per "riempire il buco". Il ragazzo uccide accidentalmente l'Arcimago e viene confortato da Baz, giunto con Penelope.
Si scopre che Lucy era in realtà la madre di Simon, mentre l'Arcimago era Davy. Quando Lucy andò in travaglio, il mago eseguì un rituale per permettere al nascituro di contenere un enorme potere. La moglie morì durante il parto, e Davy mandò il neonato Simon tra i normali scrivendogli il suo nome e cognome sul braccio; i capitoli sono narrati dal punto di vista del fantasma di Lucy, che cerca senza successo di visitare il figlio in occasione dell'assottigliamento del velo tra vivi e morti in ottobre.
Nell'epilogo, Agatha si trasferisce in California e adotta un cocker spaniel che chiama Lucy. C'è un processo per quanto accaduto, e la madre di Penelope diventa la nuova direttrice di Watford. Baz torna a scuola per il suo ultimo anno, ma Simon l'abbandona non avendo più magia, seguito da Penelope per supporto. Baz e Simon fanno ufficialmente coppia e Simon va a convivere con Penelope in un appartamento.

## Riferimenti a Harry Potter
La storia è evidentemente ispirata alla saga di Harry Potter; è infatti presente un mondo magico, una complessa struttura della storia e un vasto Fandom (quest'ultimo visto in Fangirl). È presente una scuola di magia di nome Watford che però, a differenza di Hogwarts, è composta da otto anni di studi invece che sette (nonostante l'ultimo sia facoltativo). La gerarchia magica è suddivisa, e viene data grande importanza al patrimonio genetico dei maghi (un richiamo agli stati di sangue di Harry Potter). La magia stessa funziona però in modo diverso: in Simon Snow i maghi catalizzano la propria magia non necessariamente con delle bacchette, ma con strumenti generici come gioielli o vesti specifici. Inoltre, gli incantesimi non sono formulati in latino ma con comuni giochi di parole.

## Sequel
Il libro ha avuto due seguiti: Un eroe ribelle (Wayward Son), pubblicato il 24 settembre 2019, e Any Way the Wind Blows, ultimo della trilogia, rilasciato il 6 luglio 2021.

## Accoglienza
Il libro è stato accolto in modo positivo. Il New York Times Book Reviews lodò il mondo magico creato dalla Rowell e i temi maturi trattati come identità sessuale, etnia e status sociale. Scrivendo per NPR, Amal El-Mohtar lo definì "la miglior fan-fiction di Harry Potter che io abbia mai letto", elogiando lo stile narrativo coinvolgente e divertente.